# Teucrium pyrenaicum
Germandrée des Pyrénées
Espèce
Classification phylogénétique
Teucrium pyrenaicum L., 1753, la Germandrée des Pyrénées, est une espèce de plantes à fleurs de la famille des Lamiaceae. C'est une germandrée typique des Pyrénées et quasiment endémique de cette zone (elle a été observée aussi dans la Drôme et en Isère).

## Description

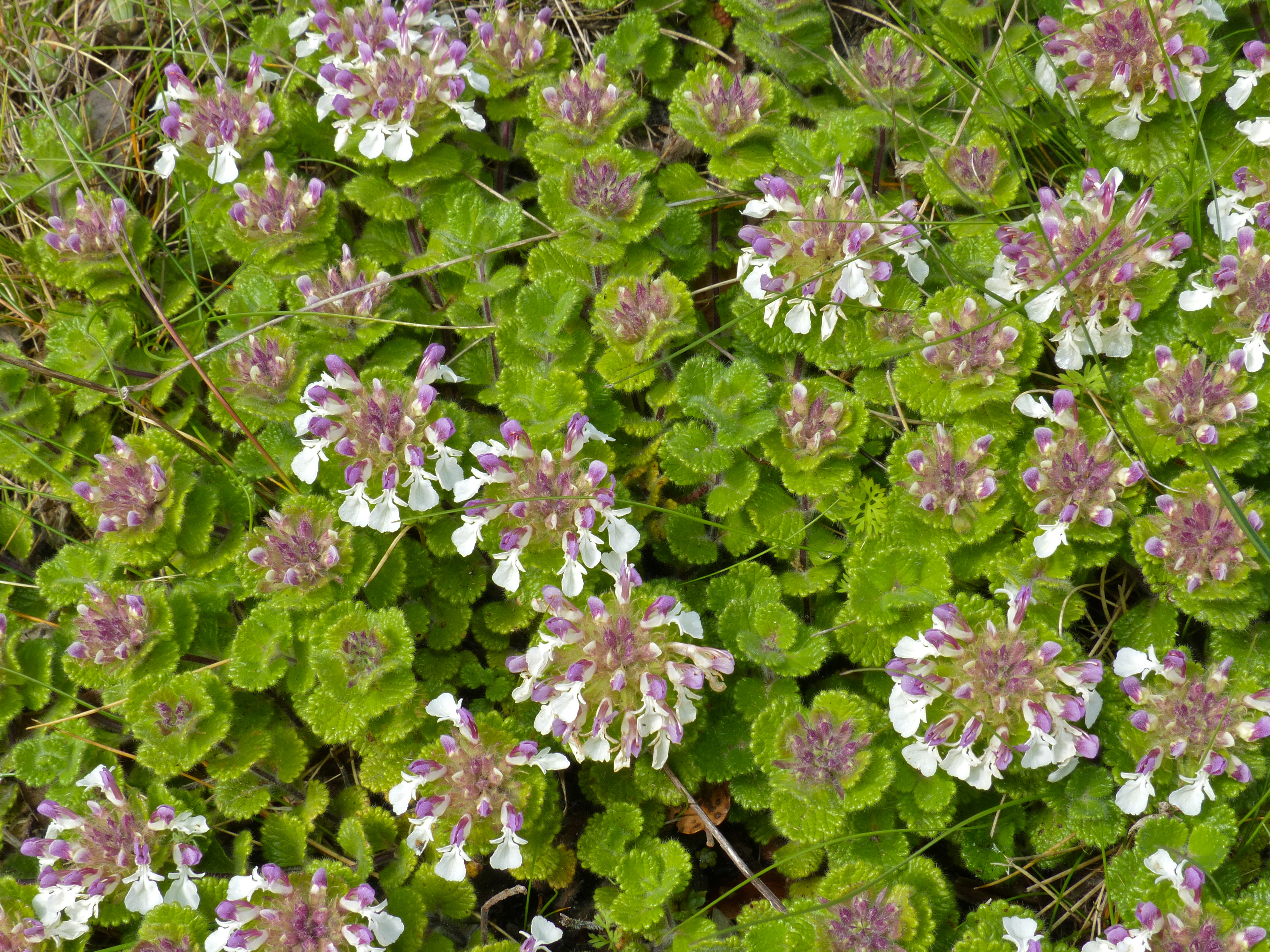
Germandrée des Pyrénées (Cantabrie, en Espagne).
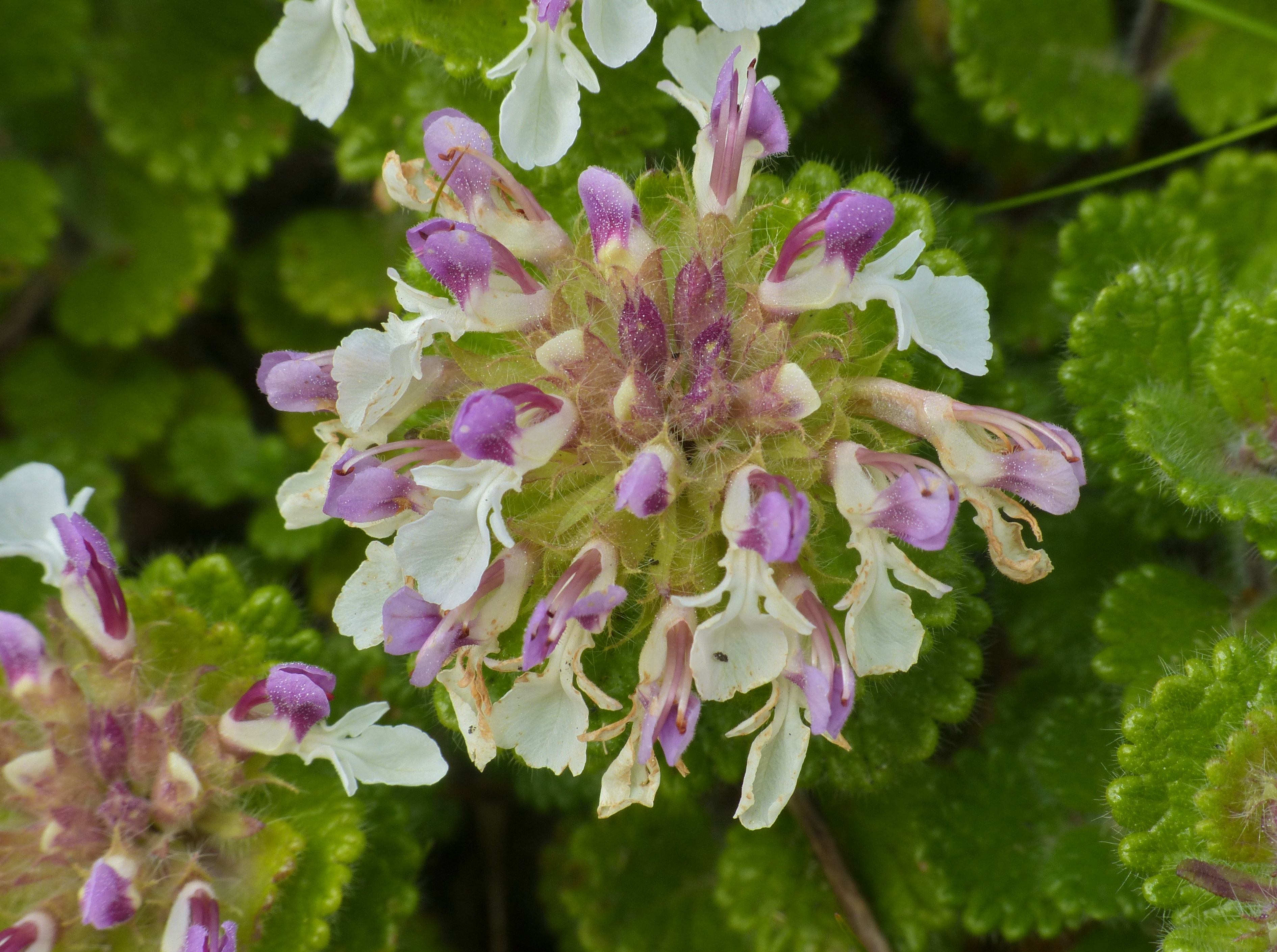
Détail des fleurs.